# Václav Šolc
Václav Šolc (ur. 23 grudnia 1838 w Sobotce, zm. 14 lipca 1871 tamże) – czeski poeta, zaliczany do grona Majowców.

## Życiorys
Václav Šolc wywodził się z ludu. W 1844 oku rozpoczął naukę w szkole podstawowej w Sobotce. W roku 1853 poszedł do gimnazjum w Jiczynie. W 1860 roku zdał maturę. Zdecydował się na studia historyczne na Uniwersytecie Karola, jednak ich nie ukończył ze względu na brak odpowiednich funduszy i zły stan zdrowia. Pracował jako aktor w teatrach objazdowych. Wiersze publikował w czasopismach Lumír, Květy, Obrazy života i Světozor. Wydał tylko jeden tom poezji zebranych Prvosenky (wyd. I, 1868, wyd. II rozszerzone 1871).
Twórczość Šolca jest wysmakowana formalnie. Cykl Pierwiosnki poeta rozpoczyna gazelą Primula veris.